# Sympetrum nomurai
Sympetrum nomurai är en trollsländeart som beskrevs av Syoziro Asahina 1997. Sympetrum nomurai ingår i släktet ängstrollsländor, och familjen segeltrollsländor. Inga underarter finns listade i Catalogue of Life.